# Sundar Pichai
Pichai Sundararajan, conhecido como Sundar Pichai (Chenai, 12 de julho de 1972) é um executivo de negócios americano nascido na Índia. Atualmente, exerce o cargo de CEO da Google e da Alphabet. Pichai foi escolhido como CEO da empresa em 10 de agosto de 2015, substituindo Larry Page após a abertura da Alphabet Inc. Em dezembro de 2019, foi anunciado que Pichai substituirá Larry Page na empresa holding, acumulando o cargo de CEO da Alphabet. Pichai é formado em Engenharia Metalúrgica pela universidade Indian Institute of Technology Kharagpur.

## Google
Sundar entrou na empresa no ano de 2004, onde liderou gerenciamento de produtos como por exemplo o Google Chrome, Chrome OS, com o passar do tempo Pichai começou a liderar outros projetos, como o sistema operacional Android.
Após a abertura da Alphabet Inc., Pichai foi escolhido como Presidente Executivo da Google Inc., enquanto o ex-Presidente Larry Page e o Co-Fundador Sergey Brin tornaram-se presidentes da Alphabet, deixando o controle da Google e seus serviços por conta dele.
Em 3 de dezembro de 2019 foi anunciado que Pichai substituirá Larry Page e Sergey Brin nos cargos de CEO e presidente, respectivamente, da Alphabet. Desse modo, acumulará os cargos de CEO das empresas Google e Alphabet.